# FC Kiffen 08
El FC Kiffen 08 es un equipo de fútbol de Finlandia que juega en la Kakkonen, la tercera división en el país.

## Historia
Fue fundado el 27 de febrero de 1908 en la capital Helsinki con el nombre KIF Helsinki como parte de un club multideportivo que cuenta con participación en deportes como bandy, balonmano, hockey sobre hielo, atletismo, boliche, boxeo y tiro, pero su sección más conocida es la de fútbol.
Es uno de los clubes de fútbol más exitosos de Finlandia ya que fue campeón nacional en 3 ocasiones en la década de 1910, y cuando la institución cumplió 100 años, su sección de fútbol cambió su nombre por el que tiene actualmente.

## Palmarés
- Primera División de Finlandia: 4

1913, 1915, 1916, 1955
- Segunda División de Finlandia: 1

1976